# Silvia Hernández Sánchez
Silvia Vanessa Hernández Sánchez (La Uruca, San José, 21 de noviembre de 1976) es una economista y política costarricense que se desempeñó como diputada por el segundo puesto de la provincia de San José, en la Asamblea Legislativa de Costa Rica, por el Partido Liberación Nacional para el periodo legislativo 2018-2022. El 1 de mayo de 2019 fue nombrada como jefa de fracción de su partido en la Asamblea Legislativa. Fue viceministra de Planificación Nacional y Política Económica entre 2012 y 2014. El 1 de mayo de  2021, fue elegida presidente de la Asamblea Legislativa, cargo que desempeñó hasta el 2022. Actualmente, es la Jefa de Gabinete de la Secretaría Ejecutiva de la Comisión Económica para América Latina y el Caribe (CEPAL). 

## Biografía

### Primeros años y formación
Nació en el distrito de La Uruca, en el cantón central de San José, el 21 de noviembre de 1976. Cursó la educación secundaria en la Bryant High School, en Arkansas, Estados Unidos, y posteriormente se mudó a México donde ingresó al Instituto Tecnológico y de Estudios Superiores de Monterrey (ITESM), lugar en el que obtiene un diplomado en Finanzas, y en el 2000 realizó un bachillerato en Economía en la Universidad Regiomontana en Monterrey. Posteriormente, regresa a Costa Rica y realiza una licenciatura en la Universidad Latina, en 2002. 
En 2005, Hernández realizó una maestría en Economía del Desarrollo por la International Institute of Social Studies (ISS) de la Universidad Erasmo de Róterdam en La Haya, Países Bajos. Seguidamente, comenzó a estudiar políticas de Innovación para el Crecimiento Inclusivo en el World Bank Institute, del Banco Mundial, en Washington D. C., Estados Unidos, hasta 2011.

### Carrera política
En enero de 2005, Hernández comenzó a desempeñarse como economista en el Instituto Nacional de la Mujer (INAMU), y entre mayo de 2006 y mayo de 2010, fungió como asesora del segundo Vicepresidente y del Ministro de Planificación Nacional y Política Económica. En 2010, y hasta 2011, durante la administración de Laura Chinchilla, se desempeñó como directora de Cooperación Internacional y Proyectos Estratégicos del Ministerio de Ciencia, Tecnología y Telecomunicaciones. 
Entre 2011 y 2012, se desempeñó como directora de despacho del Ministerio de Comunicación y Coordinación Institucional; como directora, sirvió también como editora del Plan Nacional de Ciencia y Tecnología. En marzo de 2012, Hernández fue nombrada como Viceministra de Planificación Nacional y Política Económica, cargo que ostentó hasta mayo de 2014 tras la salida de Melania Núñez Vargas como Viceministra. Entre 2014 y 2016 se desempeñaría como miembro titular del Tribunal de Ética y Disciplina del Partido Liberación Nacional (PLN).
En 2015, y hasta 2016, Hernández laboró como coordinadora de la Consulta Regional para América Latina y el Caribe, de la CEPAL, y entre estos mismos años, se desempeñó también como directora de Desarrollo y Relaciones Públicas y profesora en la carrera de Economía en la LEAD University de Costa Rica. Posteriormente, entre 2016 y 2017, Hernández se desempeñó como asesora de Competitividad e Integración de la Rectoría del Instituto Tecnológico de Costa Rica (TEC).
En septiembre de 2017, fue elegida candidata a diputada por el segundo lugar de la provincia de San José para las elecciones legislativas de 2018, elección en la cual su partido, Liberación Nacional, obtendría la mayoría de los escaños, logrando así Hernández ocupar un puesto en una curul. El 1 de agosto de 2019, fue elegida como jefa de fracción de su partido para el periodo 2019-2020. Dentro de la Asamblea Legislativa, Hernández integró comisiones como Asuntos Hacendarios, siendo de esta dos veces presidenta, Asuntos Jurídicos y Tecnología y Educación así como la presidencia de la comisión investigadora del caso UPAD.
El 1 de mayo de 2021, Hernández fue elegida como la cuarta y última presidente de la Asamblea Legislativa para el periodo de gobierno 2021-2022, sustituyendo en el cargo a Eduardo Cruickshank.